# Malezacris
Malezacris is een geslacht van rechtvleugeligen uit de familie veldsprinkhanen (Acrididae). De wetenschappelijke naam van dit geslacht is voor het eerst geldig gepubliceerd in 1998 door Amédégnato & Poulain.

## Soorten
Het geslacht Malezacris  is monotypisch en omvat slechts de volgende soort:
- Malezacris hirsuta (Amédégnato & Poulain, 1998)